# Jerry Houser
Jerry Houser (Los Angeles, 14 luglio 1952) è un attore e doppiatore statunitense.

## Filmografia parziale

### Attore

#### Cinema
- Quell'estate del '42 (Summer of '42), regia di Robert Mulligan (1971)
- Cattive compagnie (Bad Company), regia di Robert Benton (1972)
- Colpo secco (Slap Shot), regia di George Roy Hill (1977)
- Magic - Magia (Magic), regia di Richard Attenborough (1978)
- Bastano tre per fare una coppia (Seems Like Old Times), regia di Jay Sandrich (1980)
- Non dirmelo... non ci credo (Another You), regia di Maurice Phillips (1991)

#### Televisione
- S.O.S. Titanic, regia di William Hale (1979) - film TV
- Miracle On Ice, regia di Steven Hilliard Stern (1981) - film TV
- Amore proibito (Forbidden Love), regia di Steven Hilliard Stern (1982) - film TV
- Giorno per giorno (One Day at a Time) - serie TV (1982)

### Doppiatore
- I Biskitts (The Biskitts) - serie animata (1983 - 1984)
- G.I. Joe: A Real American Hero - serie animata (1986)
- Scooby-Doo e i Boo Brothers (Scooby-Doo and the Boo Brothers), regia di Paul Sommer e Carl Urbano (1987)
- Ecco Pippo! (Goof Troop) - serie animata (1992 - 1993)
- I Flintstones - Yabba Dabba Do! (I Yabba-Dabba Do!), regia di William Hanna (1993)
- Flintstones - Lieto evento a Hollyrock (Hollyrock-a-Bye Baby), regia di William Hanna (1993)
- Il magico sogno di Annabelle (Annabelle's Wish), regia di Roy Wilson (1997)

## Doppiatori italiani
Nelle versioni in italiano dei suoi lavori, Jerry Houser è stato doppiato da:
- Angelo Nicotra in Colpo Secco[1]
- Vittorio Congia in Magic-Magia[2]

Da doppiatore è sostituito da:
- Marco Guadagno ne I Biskitts[3]
- Nicola Bartolini Carrassi ne I Flintstones - Yabba Dabba Do![4]
- Simone D'Andrea in Flintstones - Lieto evento a Hollyrock[5]
- Giorgio Locuratolo ne Il magico sogno di Annabelle[6]